# ني كوندا نلابا
ني كوندا نلابا (من مواليد 1982 في كينشاسا بجمهورية الكونغو الديمقراطية) هو منتج أفلام كونغولي ومخرج وكاتب سيناريو وممثل وهو المالك والرئيس التنفيذي لشركة لابوس بيزيزي سين كونغو (بالفرنسية: Labson Bizizi-cine Kongo Ltd)‏ وشركة توزيع الأفلام أفريكا بيزيزي ديستريبيسون (بالفرنسية: Afrika Bizizi Distribution Ltd)‏ فضلًا عن كونه مؤسّس بيزيزي بوكس (بالفرنسية: Bizizi Box)‏.

## الحياة المُبكّرة والتعليم
بدأ ني كوندا نلابا مسيرته في عالم الفن والسينما منذ أن كان طفلًا صغيرًا من خلال أدوارهِ في المسرحيات وأدائه للشعر في المدرسة الابتدائية والثانوية في كينشاسا بجمهورية الكونغو الديمقراطية حيث فاز ببعض الجوائز المحليّة خلال المسابقات المدرسية ثم بدأ التدرب على إخراج الأفلام الدراميّة وهو في سنِّ السادسة عشر خلال تواجده في مدرسة باراكا الابتدائية في كينشاسا حيث فاز أيضًا بجوائز أفضل مخرج عن المسرحيات التي كتبها مثل صرخة الشدة والأمل (بالفرنسية: Cri de Détresse et d'Espoir)‏ وسُكَّر الكنز (بالفرنسية: L'Ivresse du Tresor)‏. ظهر نلابا لأول مرةٍ كممثل رئيسي في فيلم قصير صدر بعنوان فيروس في المدرسة (بالفرنسية: Un Virus A L'Ecole)‏ من إخراج آلان ندونتوني عام 1998 في كينشاسا.

## المسيرة المهنية
قدم ني كوندا العديد من المسرحيات والقصص بما في ذلك شيلَّا (بالفرنسية: Shella)‏ عام 1998، والقس ضد الإنجيلي (بالفرنسية: Pasteur Contre Evangéliste)‏ عام 1999، وكذا مسرحيّة صرخة الشدة والأمل (بالفرنسية: Cri de Détresse et d'Espoir)‏ عام 2005 فضلًا عن نسينجان (بالفرنسية: Nsengane)‏ عام 2007، كما شارك في إنشاء عروض رقص معاصر مثل نا نيني (بالفرنسية: Na Nini)‏ وعرض معركة لا نهاية لها (بالفرنسية: Bataille Sans Fin)‏ مع شركة ديبا دانس (بالفرنسية: Diba Dance)‏ لمصمم الرقصات جون-ماري موسونغايي بينما كان يعمل في الوقت ذاته مدير إنتاجٍ لنفس شركة الرقص المعاصر. أسس كوندا شركته المسرحية لابسون كالتشر آرتس (بالإنجليزية: Labson Cultur'arts)‏ في كينشاسا في عام 2004، ثم افتتحَ مهرجان سولو أو موسي وهو مهرجان عرضٍ أُقيمت النسخة الأولى منه في عام 2005 بينما نُظّمت النسخة الثانية في عام 2007 في كينشاسا. بدأ ني كوندا في العام الموالي العمل مع القناة التلفزيونة الخامسة (بالفرنسية: Canal 5)‏ كوكيل تسويقٍ ثم انضمَّ إلى مركز مبونغو إيتو الثقافي عدى عن عملهِ مسؤول اتصالات في المركز.
أسس في عام 2007 شركة الإنتاج السينمائي لابسون بيزيزي سين كونغو (بالفرنسية: Labson Bizizi-Cine Kongo)‏ فبدأ مسيرته السينمائية في كينشاسا وأنتج أول فيلم رعب قصير له بعنوان التالي (بالإنجليزية: The Next)‏ والذي صدر في لندن عام 2009. بعد عام من انتقاله إلى المملكة المتحدة، أصدر المخرج الكونغولي أول فيلمٍ وثائقيٍّ له بعنوان المقلاة الفولاذية: الآلة الموسيقية الروحية للقرن العشرين (بالإنجليزية: The Steel Pan: The Spiritual musical Instrument of the 20th Century)‏ والذي عُرض في مهرجان مونتريال بلاك للأفلام في مونتريال بكندا عام 2011، كما أنتج أول فيلم درامي طويل له وهو فيلم شيري بوندوي (بالفرنسية: Cherie Bondowe)‏ الذي صدر عام 2012 أثناء دراسته إنتاج الأفلام في جامعة ويست لندن. أسّس ني كيندا نلابا شركته الجديدة لتوزيع الأفلام في لندن وهي شركةُ أفريكا بيزيزي ديستريبشن (بالإنجليزية: Afrika Bizizi Distribution Ltd)‏ المتخصّصة في توزيع أفلام أفريقية عالية الجودة واحترافية من إنتاج صناع أفلام أفارقة من إفريقيا ومن الشتات وأيضًا أفلام عن إفريقيا أنتجها صانعو أفلام غير أفارقة.
طوال مسيرته المهنية من المسرح والراب والرقص المعاصر والتصوير الفوتوغرافي إلى الراديو والتلفزيون، راكم نلابا كل هذه الخبرة المكتسبة في رحلته الطويلة للتعبير عن رؤيته للعالم وأيضًا في التواصل ليس فقط مع الجمهور الأفريقي ولكن أيضًا مع الجمهور العالمي من خلال أفلامه، ويأملُ المخرج الكونغولي في يجعل الفيلم علاجًا يجعل الإنسان يُمكّنه من العيشِ لعدة قرون.

## قائمة أعماله
| السنة | العنوان                         | العنوان الأصلي                               | المرجع |
| ----- | ------------------------------- | -------------------------------------------- | ------ |
| 2009  | التالي                          | The Next                                     | [ 17 ] |
| 2010  | مقلاة صلبة                      | The Steel Pan                                | [ 18 ] |
| 2011  | العيش بدون العيش                | Living without Living                        | [ 19 ] |
| 2012  | شيري بوندوي                     | Cherie Bondowe                               | [ 20 ] |
| 2015  | كيمبا فيتا: أم الثورة الأفريقية | Kimpa Vita: The Mother of African Revolution | [ 21 ] |
| 2014  | أبيتي ماسيكيني: معركة امرأة     | Abeti Masikini: Le Combat d'Une Femme        | [ 22 ] |
| 2016  | أفرو بيت                        | Afro Beat                                    | [ 23 ] |